# Rabštejn (hrad, okres Třebíč)
Rabštejn je zřícenina hradu nedaleko Dukovan nad řekou Jihlavou.

## Historie
R. 1298 připomíná se Alšík z Tokowan jako držitel hradu Rabstejnu.
Hrad, který je poprvé připomínán roku 1358, postavili páni z Janovic v první polovině 14. století. V roce 1358 ho koupil Vok I. z Holštejna. Záhy však hrad získal markrabě Jan Jindřich, po něm jeho mladší syn markrabě Prokop. Ten hrad v markraběcích válkách postoupil svému straníkovi Hynku Jevišovskému z Kunštátu, zvanému Suchý čert. Hrad se stal loupežnickým sídlem, ze kterého byly podnikány loupežné výpravy do širokého okolí. Když Hynek Suchý Čert v roce 1408 jako bezdětný zemřel, připadl hrad jeho synovci Petrovi. Jelikož loupežné nájezdy a okrádání obchodníků pokračovaly, bylo proti nim roku 1409 vojensky zakročeno. V době husitských válek byla na hradě husitská posádka. Po husitských válkách se stal hrad opět loupežnickým sídlem, proto byl trestnou výpravou roku 1446 dobyt a rozbořen. Jako rozbořený se uvádí v roce 1476.

## Nálezy
Z lokality Rabštejna bylo získáno v roce 2017 metodou povrchové prospekce celkem 42 kusů keramiky.